# When Husbands Flirt
When Husbands Flirt is een Amerikaanse filmkomedie uit 1925 onder regie van William A. Wellman. Destijds werd de film in Nederland uitgebracht onder de titel Flirtende echtgenooten.

## Verhaal
De pas getrouwde advocaat Henry Gilbert leent op een avond zijn wagen uit aan zijn confrater Wilbur Belcher. Hij maakt een ritje met een oude vlam. Wanneer de vrouw van Gilbert de volgende dag bezwarend materiaal in de auto aantreft, bereidt ze de echtscheiding voor met behulp van mevrouw Belcher.

## Rolverdeling
| Acteur          | Personage          |
| --------------- | ------------------ |
| Dorothy Revier  | Violet Gilbert     |
| Forrest Stanley | Henry Gilbert      |
| Tom Ricketts    | Wilbur Belcher     |
| Ethel Wales     | Mevrouw Belcher    |
| Maude Wayne     | Charlotte Germaine |
| Frank Weed      | Percy Snodgrass    |
| Erwin Connelly  | Joe McCormick      |